# Minjera
Rudnik Minjera nalazi se u dolini rijeke Mirne pod Sovinjakom u Istri. 
To je prvi rudnik boksita u Europi. Od Buzeta je udaljen 5 km, uz rijeku Mirnu.
Krajem cenomana (prije otprilike 94 mil. godina) sjeverni dio današnje Istre (područje od Savudrije do Buzeta te sjeverni dio Ćićarije), izdiže se tektonskim pokretima i postaje kopno izloženo okršavanju uz taloženje izvorišnoga materijala za postanak piritnih boksita (u dolini Mirne u okolici Sovinjaka nalaze se mnogi stari rudnici, među kojima je i Minjera).
Saski rudari su u srednjem vijeku otkrili ležišta rude na strmim padinama kanjona. 
Iz ovog rudnika se eksploatirao piritni boksit (još prije 400 godina) iz kojeg se dalje proizvodila sumporna kiselina pa zatim alaun (kemikalija koja se koristi kod štavljenja kože) i vitriol (sulfat od različitih metala). 
Naziv Minjera potječe od talijanske riječi "miniera" - rudnik.
Prvi pisani podaci o rudniku potječu iz 1780. godine kada je izdana prva dozvola za kopanje bitumena. 
Krajem XVIII.st. Pietro Turini otkupio je rudnik Minjeru, uložio u njegovu obnovu te je 1786. započela prva značajnija proizvodnja koja je trajala do 1856. kada se rudnik zatvara. 
O ovoj rudi je 1808. objavljen prvi znanstveni prikaz.
Ukupno ima više od 10 rudnika. U rudnicima se nalazi olovni kotao i tračnice, a napravljeni su zidovi zbog sigurnosti.